# Parafia Matki Bożej Śnieżnej w Srebrnikach
Parafia Matki Bożej Śnieżnej w Srebrnikach – parafia rzymskokatolicka w diecezji toruńskiej, w dekanacie kowalewskim, z siedzibą w Srebrnikach. Parafia powstała po 1262 roku.

## Zasięg parafii
Do parafii należą wierni z miejscowości: Srebrniki, Lądy, Mariany i Mlewiec.

## Grupy parafialne
W parafii działają: Żywy Różaniec, Parafialny Zespół Caritas, Koło ministrantów, Grupa Modlitewna dzieci św. Elżbiety.